# Austrian Airlines

Логотип компанії з 1990 по 2006 роки.

«Австрі́йські авіалі́нії» (англ. Austrian Airlines) — австрійська авіакомпанія, що базується у Відні. Батьківська компанія — Deutsche Lufthansa AG, дочірні — Lauda Air та Tyrolean Airways. Порт приписки — міжнародний аеропорт Відень-Швехат і міжнародний аеропорт Інсбрука Кранебіттен. Член Star Alliance.

## Діяльність в Україні
З 1 квітня 1991 року «Austrian Airlines» почали здійснювати регулярні рейси до України за маршрутом Відень-Київ.
З 1996 року «Австрійські авіалінії» володіли частиною акцій МАУ (станом на 2010 рік — 22,5%), але продали їх 2010 року.
Станом на лютий 2020 року «Austrian Airlines» виконує рейси з Відня до Києва, Львова, Дніпра та Одеси, а також сезонні рейси Інсбрук-Київ.

## Флот
Флот «Austrian Airlines» станом на серпень 2020 року налічує 83 літаки.
Під час пандемії коронавірусу процес оновлення флоту продовжився: авіалінія оптимізовує свій повітряний флот, передає та продає деякі літаки. З огляду на значне зменшення кількості рейсів у 2020-2021 роках, компанія планує зменшити флот до близько 60 літаків на початок 2022 року.